# Звёздочка (журнал)
Звёздочка (Звѣздочка) — российский журнал XIX века для детей, посвящённый воспитанницам институтов благородных девиц.

## История
Издавался в Санкт-Петербурге с 1842 по 1863 год, ежемесячно. С 1845 по 1849 год журнал выходил в двух отделениях: для детей младшего и старшего возраста. С 1850 года «Звёздочка» издавалась в двух независимых частях под названием: «Звёздочка» и «Лучи». Редактор — Александра Иосифовна Ишимова.
Основной сотрудницей журнала была сама А. И. Ишимова: за 21 год издания «Звездочки» ею опубликовано 472 материала, большая часть без подписи. Активными авторами и помощниками были филолог Яков Грот, детские писательницы Анна Зонтаг и Августа Воронова. Многие рассказы были почерпнуты из иностранной литературы: Евгения Фоа «Снежки, или Маленький король» (о детстве Людовика XV), «Мария Лещинская» (о жизни польской принцессы — супруги Людовика XV), «Сцены из жизни маленького Шекспира». Особый интерес юных читательниц тех лет вызвала повесть (перевод с английского) «Мэри и Флора». В журнале печатались стихи русских классиков, кроме этого в «Звёздочке» существовало правило печатать стихи на основных иностранных языках. Почти в каждом номере печатались заметки с рекомендацией детских книг — русских и иностранных. Рекомендовались в основном книги религиозно-монархического характера.
Критик Н. А. Добролюбов осуждал религиозно-монархическое направление обоих журналов.